# Jack Reynolds
John "Jack" Reynolds (Manchester, 21 september 1881 – Amsterdam, 8 november 1962) was een Engelse voetbaltrainer die bijna 25 jaar coach was van Ajax.

## Speler
Als speler werd Jack Reynolds niet hoog aangeslagen. Het hoogtepunt in zijn carrière was een periode in de tweede divisie in Engeland bij Grimsby Town. Later werden zijn prestaties op het veld soms verward met die van zijn naamgenoot en Iers en Brits international Jack Reynolds.

## Coach
Na zijn carrière als speler werd Jack Reynolds in 1912 coach van het Zwitserse FC Sankt Gallen. Zijn prestaties als coach van de Zwitserse club maakten zo'n indruk dat de Duitse voetbalbond hem aantrok als trainer voor het Duitse nationale elftal. Hij zou het Duitse elftal voorbereiden op de Olympische Zomerspelen van 1916 in Berlijn. Door het uitbreken van de Eerste Wereldoorlog werden de spelen echter geannuleerd. Jack Reynolds week uit naar het neutrale Nederland. 

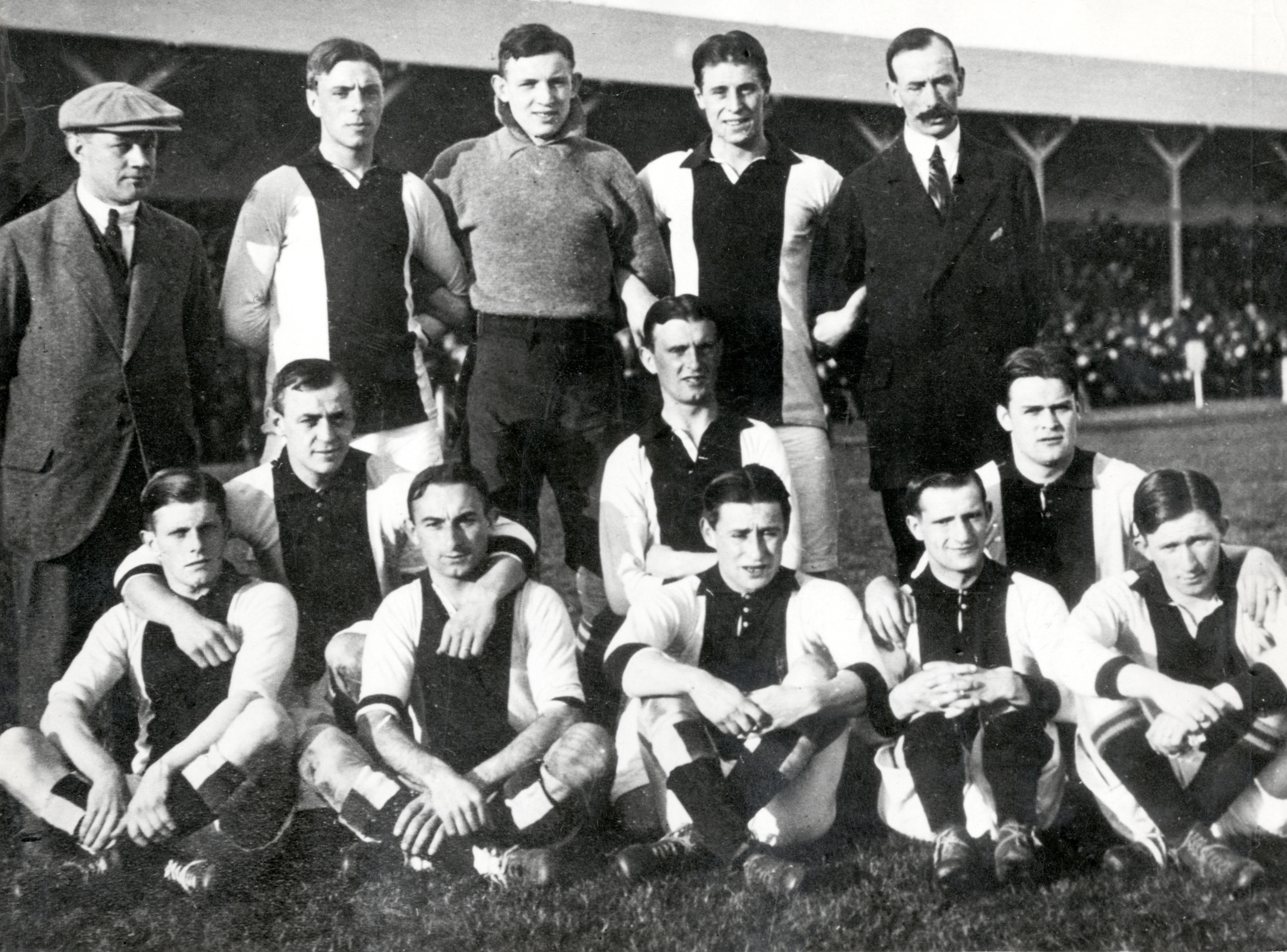
Ajax met Reynolds staand geheel links, in 1917 in Het Houten Stadion.

In Amsterdam werd hij de opvolger van de eerste coach van Ajax, John Kirwan. Hij verdubbelde het aantal trainingsavonden van één naar twee en legde veel nadruk op discipline en krachttraining. Jack Reynolds bracht ook zijn visie over op de jeugdopleiding. In het seizoen 1916/17 werkte hij ook voor HFC Helder. Voor de duur van de kampioenscompetitie van 1920 werd hij aangesteld als trainer van MVV. Tactische besprekingen waren in die periode nog niet aan de orde. De Brit droeg altijd een pak met een bolhoed of platte pet langs de zijlijn.
Tussen 1925 en 1928 was Jack Reynolds trainer van stadsgenoot en rivaal Blauw Wit. In zijn laatste seizoen daar trainde hij ook A.F.C. Daarna keerde hij terug naar Ajax. Hij bleef coach tot het uitbreken van de Tweede Wereldoorlog in 1940 en verdiende de kost met een sigarenzaak. De Duitsers interneerden hem in een krijgsgevangenkamp in Tost in Silezië, in het huidige Polen. In dat kamp zaten ook andere Engelse voetballers, evenals de Britse schrijver P.G. Wodehouse. De Nederlander Dolf van Kol verving hem tijdens de oorlog en werd daarmee de eerste Nederlandse oefenmeester van de Amsterdamse club.
Na de oorlog keerde Jack Reynolds terug naar Amsterdam, waar hij het eerste elftal van Ajax nog twee seizoenen leidde. Hij bleef daarna in Amsterdam wonen en overleed op 8 november 1962 op 81-jarige leeftijd. Drie jaar later, in 1965, kreeg de zittribune aan de overzijde van de eretribune in het toenmalige Ajax stadion De Meer de naam de Reynoldstribune.
Zijn oudere broer William Reynolds (en.) was in de seizoenen 1911/12 en 1912/13 trainer van A.F.C.

## Bondscoach
In 1919 werd Jack Reynolds aangewezen als coach van het Nederlands elftal. Hij versloeg Zweden op 9 juni 1919 met 3-1. Hierna werd Frederick Warburton aangesteld als bondscoach.

## Erelijst
Onder Jack Reynolds werd Ajax vijftien maal afdelingskampioen en werd het achtmaal landskampioen. De KNVB beker werd eenmaal gewonnen.
- Landskampioen: 1918, 1919, 1931, 1932, 1934, 1937, 1939, 1947
- KNVB beker: 1917